# Южный Ливан
Южный Ливан или Юг (араб. الجنوب‎ — el-Jenūb)  — одна из мухафаз Ливана.
Административный центр мухафазы — город Сидон (Сайда). Население мухафазы составляет около 314 200 человек.

## Районы
Мухафаза разделена на 3 района:
- Сайда
- Джеззин
- Сур (Тир)